# Woonkly
Woonkly es una red social de Tokens No Fungibles (NFT) con sedes en Estonia, Suiza, Emiratos Árabes y España. La empresa fue fundada en 2018 por el emprendedor e influencer español Daniel Santos, también conocido como Mr. Santos en Youtube. Woonkly fue registrada en mayo de 2019 en Estonia. Su token WOOP se lanzó a un precio de 0,1$, llegando a rozar los 2$ a las pocas semanas. A partir de ese momento su valor no ha dejado de caer, llegando a tener un valor en agosto de 2024 de 0,001$. Todo ello pese a encontrarse las criptomonedas en plena temporada alcista.
Woonkly.com consiste en una red social descentralizada en la que todas las publicaciones se convierten en NFTs y permite a los usuarios venderlos directamente a un precio fijo, a través de una subasta, y también compartirlos con sus amigos. Además, al ser descentralizada, los ingresos provenientes de la publicidad se reparten entre los usuarios que la consumen, devolviendo el poder de los datos a los usuarios. La red social está basada en las redes BNB Chain de Binance (antigua Binance Smart Chain) y Ethereum.
El lanzamiento global de Woonkly MetaSocial Network fue en el Gran Premio de Abu Dabi de F1 el 10 de diciembre de 2021.

## Historia
La Red Metasocial descentralizada, Woonkly.com pertenece al venture builder de proyectos blockchain, Woonkly Labs, que cuenta con otros proyectos como el exchange descentralizado AMM (Automated Market Maker), Kubic.com (antiguo defi.finance).
Woonkly apoya “una red social descentralizada”, donde el contenido no se aloja en servidores centralizados, sino en los ordenadores de todo el mundo que la use. Para esta red social, crearon un algoritmo a través del cual los anunciantes podrán repartir el capital que invierten en publicidad directamente con las personas que la consumen".
Durante los años siguientes, Woonkly se enfocó en asistir a eventos internacionales de blockchain en Berlín, Ámsterdam, Bruselas, San Francisco, entre otros, para probar la idea, hacer nuevos aliados y dar a conocer el proyecto.
En abril de 2021, Woonkly se integró a la mayor comunidad de criptomonedas, DeFi y Blockchain en el sur de Europa, CryptoPlaza.
Entre junio y diciembre de 2021, Woonkly fue patrocinadora de varios eventos blockchain alrededor del mundo. Entre ellos, fue la patrocinadora principal del Global Blockchain Congress en Dubái (Emiratos Árabes) los días 21 y 22 de junio de 2021, del Block World Tour en Motril (España), en la edición europea del AIBC celebrada en Malta entre el 14 y 18 de noviembre de 2021, donde Daniel Santos (CEO de Woonkly) ganó el premio a Crypto Influencer del año, entre otros.
El lanzamiento global de Woonkly MetaSocial Network fue en el Gran Premio de Abu Dhabi de F1 el 10 de diciembre de 2021.
Más adelante, en febrero de 2022, Woonkly firmó alianzas con la Fundación Sin Fines de Lucro, Global Gift Foundation, y con la agencia de talentos internacional, Maupy Worldwide, para crear NFT Sociales con Talentos, lo que les permitirá crear un programa social con NFTs para apoyar causas benéficas alrededor del mundo.
De acuerdo a su hoja de ruta, la nueva versión 2 (v2) de la Red Metasocial Descentralizada Woonkly saldrá durante el primer cuatrimestre de 2022.

## Descentralización y propiedad de datos
Las redes sociales descentralizadas son una propuesta de la «web 3.0» para luchar contra la centralización. Se trata de redes sociales que no están en manos de ninguna empresa, sino que son sus usuarios los que las manejan y les dan vida, lo que los convierte en el centro de toma de decisiones y en los propietarios de sus propios datos. Estos nuevos canales sociales se basan en la tecnología blockchain o en sistemas de contratos inteligentes y una economía de tokens, que los usuarios utilizan dentro de la plataforma, según la revista especializada en tecnología, Trece Bits.
La idea final de las redes descentralizadas es que el usuario posea realmente no sólo sus datos, sino cualquier creación que suba a la web", según se apunta en este artículo sobre las redes sociales descentralizadas del portal Público.
El Diario Cointelegraph categoriza a Woonkly dentro de las nuevas filosofías de las redes sociales descentralizadas. Al respecto, explican:
"Cabe destacar que entre las ventajas que ofrecerá esta red social social descentralizada, está en que próximamente se repartirán parte de los fees que genere la red social entre aquellas personas que tengan sus WOOP en stake dentro de Woonkly.com, siendo el resto de los fees totales re–utilizado en el ecosistema Woonkly para hacer crecer la plataforma."

## Sistema de publicidad descentralizada
En los próximos meses, se integrará el Sistema de Publicidad Descentralizada “Woonkly Ads”, en el que el capital de los anunciantes se reparte directamente a la audiencia que consume y comparte la publicidad, y devuelve así, el poder de los datos a los usuarios.

## Estatus legal
Woonkly cuenta con licencia de Crypto wallet y Crypto exchange otorgadas por Estonia, país miembro de la Unión Europea.
En un artículo de Business Insider se hace énfasis en cómo Woonkly Labs (venture builder al que pertenece Woonkly.com) y todos sus productos buscan cumplir con la regulación vigente, pese a que muchas veces se carezca de ella en el ecosistema blockchain. A propósito, la empresa ha dicho que están adoptando el mercado de las Finanzas Híbridas "HyFi" como puente entre la DeFi y las instituciones financieras tradicionales y reguladas.
En este orden, Woonkly.com cuenta con altos estándares de seguridad, puesto que cumple con los protocolos AML (Anti-Money Laundering) y KYC (Know Your Customer).

## Distinciones
- A finales del 2017 en México participó en el concurso de startups internacional ' Selection Day' y tras ser seleccionada estuvo acelerada durante 3 meses en México.[26]
- Daniel Santos, CEO de Woonkly, ganó el premio a mejor Crypto Influencer del Año 2021 en la edición europea del AIBC Summit, celebrada en Malta entre el 14 y 18 de noviembre de 2021.[14]

## Token de Woonkly: WOOP
La red metasocial de NFTs cuenta con su propio token: WOOP (Woonkly Power), creado en las redes BNB Chain (antes Binance Smart Chain) y Ethereum. En la red metasocial, los usuarios pueden usar la moneda de Woonkly, el token WOOP, para comercializar NFTs. 